# Saugnac-et-Cambran
 Saugnac-et-Cambran  (en occitano Saunhac e Cambran) es una población y comuna francesa, situada en la región de Aquitania, departamento de Landas, en el distrito de Dax y cantón de Dax-Sud.

## Demografía
| 785 | 824 | 941 | 1011 | 1253 | 1269 |
| Para los censos de 1962 a 1999 la población legal corresponde a la población sin duplicidades (Fuente: INSEE [Consultar]) |     |     |      |      |      |